# John Okute Sica
John Okute Sica (Lakota Okhúte Šíča ‚Schwierig zu treffen‘, Geburtsname John LeCaine; * 1890 bei Willow Bunch, Saskatchewan; † 1964 in Wood Mountain, Saskatchewan) war ein Lakota-kanadischer Farmer, Historiker und Schriftsteller.

## Leben
John Okute Sica, ein Urenkel des Minneconjou-Häuptlings Black Moon, eines Little-Bighorn-Veteranen, wurde unter dem Namen John LeCaine geboren. Seine Mutter, eine Enkeltochter Black Moons, war kurzzeitig mit einem Weißen namens Archie LeCaine verheiratet gewesen und hatte den Namen beibehalten, nachdem sie sich von ihm getrennt hatte. Derartige „Mischehen“ wurden zu jener Zeit in Wood Mountain nicht selten geschlossen, um auf diese Weise die Versorgung der Familie zu sichern. Den Lakota Zunamen Okute Sica übernahm er als Erwachsener von seinem leiblichen Vater. Sein eigentlicher Lakota Name lautete Woonkapi-sni (Lakota Woúŋkapi Šni ‚Wurde nicht niedergeschossen‘).
Während der ersten neun Jahre seines Lebens lernte John Okute Sica die traditionelle Lebensweise der Lakota kennen. Bereits in frühen Jahren entwickelte er das Bewusstsein, Zeuge des Untergangs einer großen Kultur zu sein und begann sich für die Geschichte seines Volkes zu interessieren. Im Jahre 1910 unternahm sein Vater mit ihm eine ihn prägende Reise zu Pferd, die bis zum Frenchman River führte. Sie besichtigten über 30 Plätze, die während der fünf Jahre, die Sitting Bull mit seinem Stamm in Kanada verbracht hatte, von Bedeutung gewesen waren: die Winterlager des Stammes, Sonnentanzplätze, Abbaustätten für roten Ocker, Fleischdepots, Orte der Visionssuche, heilige Objekte und Begräbnisstätten.
Von 1899 bis 1906 besuchte er die Regina Industrial School, wo er die englische Sprache erlernte sowie Ausbildung in Landwirtschaft und im Zimmermannshandwerk erhielt. Ab 1907 lebte er in Wood Mountain, dem Ort, an dem Sitting Bull von 1876 bis 1881 Zuflucht vor den Truppen der US-Armee gefunden hatte. Ab 1909 war er selbständiger Farmer. 1952 übergab er sein Land der 1930 gegründeten Wood-Mountain-Reservation. 1954 wurde er zum Häuptling der Lakota von Wood Mountain berufen.
John Okute Sica führte eine ausgedehnte Korrespondenz über verschiedenste Aspekte der alten Kultur der Lakota, die teilweise in den Archiven der Provinz Saskatchewan lagert. Er gilt als der erste Lakota-Historiker Kanadas. Zudem verfasste er eine größere Zahl Erzählungen, in denen er versuchte, ein möglichst authentisches Bild vom Leben seiner Vorfahren zu vermitteln. Ebenfalls verfasste er Berichte über den Verlauf der Schlacht am Little Bighorn und die Ermordung Sitting Bulls, wie sie der Stammesüberlieferung entsprachen und die teilweise deutlich von der offiziellen „weißen“ Geschichtsschreibung abweichen.
Im Jahre 1963 besuchte ihn die deutsche Schriftstellerin und Altertumswissenschaftlerin Liselotte Welskopf-Henrich. Sie war von ihm so beeindruckt, dass sie ihn als den greisen „Harry Okute“ aus „Wood Hill“, Kanada, in ihren Roman Nacht über der Prärie aus dem Zyklus Das Blut des Adlers einführte. Mit dem Vornamen Harry stellte sie die Verbindung zu ihrem vorigen Romanzyklus Die Söhne der Großen Bärin her, dessen Hauptheld Harka (Tokei-ihto) von den Weißen Harry genannt wurde. Zudem nannte sie ihren letzten Roman, Das helle Gesicht, nach einer Erzählung John Okute Sicas („Ité-ská-wiŋ“, Lakota für „Helles Gesicht“) und verwendete auch Teile dieser Erzählung für die Handlung des Romans. Welskopf-Henrich erhielt 1965 die Manuskripte John Okute Sicas von dessen Witwe. Sie plante eine Veröffentlichung auf Deutsch, was ihr allerdings zu ihren Lebzeiten nicht gelang.

## Zitat
„Man hat den Indianer nie wirklich verstanden, und dieses Unverständnis brachte Kummer und Leid über so viele seines Volkes. Alles, was der Indianer geliebt hat, hat er verloren, und so ging auch er. Nun, da der echte Indianer diese Welt verlassen hat, wird der Indianer nach dem Bild des Weißen Mannes neu erschaffen.“

## Veröffentlichungen
- John Okute Sica: Das Wunder vom Little Bighorn – Erzählungen aus der Welt der alten Lakota.  Palisander Verlag, Chemnitz 2009, ISBN 978-3-938305-10-2